# Horace Mann Towner
Horace Mann Towner (ur. 1855, zm. 1937) – amerykański polityk, w latach 1923–1929 gubernator Portoryko, znajdującego się wówczas pod administracją kolonialną Stanów Zjednoczonych.

## Życiorys
Urodził się w 1855 roku.
Sprawował urząd gubernatora Portoryko od 6 kwietnia 1923, kiedy to zastąpił na stanowisku Juana Bernardo Huyke, przez sześć lat do 1929. Jego następcą został James R. Beverley. Zarówno poprzednik jak i następca Townera sprawowali swój urząd tymczasowo.
Horace Mann Towner zmarł w 1937 roku.